# Dumfries
Dumfries är en tidigare kunglig burgh och stad i Dumfries and Galloway i Skottland. Folkmängden uppgår till cirka 33 000 invånare (2012). Staden ligger nära viken Solway Firth och vattendraget Niths mynning. Den var huvudort i det tidigare grevskapet Dumfriesshire, och smeknamnet är Queen of the South.

## Historia
Dumfries grundades 1186 på den östra sidan av den lägsta övergångsplatsen av floden Nith. Platsen låg halvannan kilometer nedströms Lincluden Collegiate Church, men på motsatt sida.

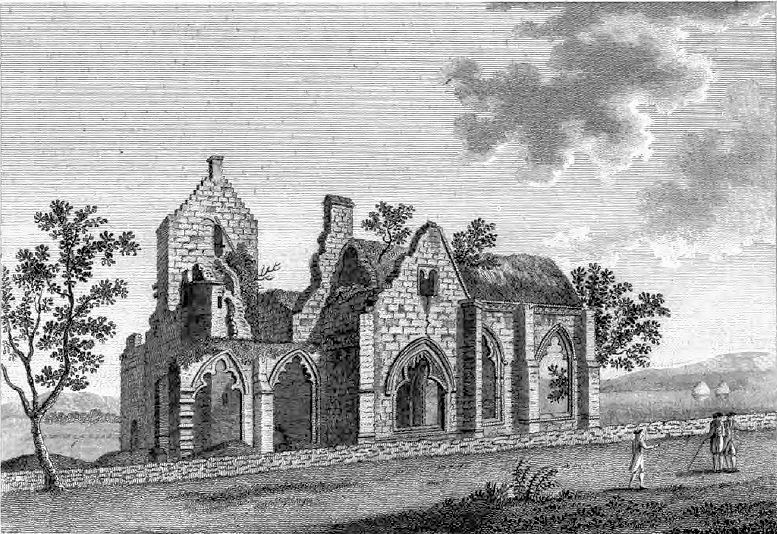
Lincluden Collegiate Church.

Området runt Nith blev skotskt 1234, under Alexander II:s regeringstid. Staden var en gränsstad under sina 50 första år, och växte snabbt som handelsstad och hamn. Ett kungligt slott som inte finns längre byggdes på 1200-talet.
Innan Robert I blev kung av Skottland, dödade han här sin rival John III Comyn den 10 februari 1306.
Den första bron över Nith, Devorgilla Brigde, döpt efter Dervorguilla av Galloway, mor till John Balliol, byggdes här 1432. Den har byggts om flera gånger och förkortats från öster under 1800-talet, men används fortfarande av fotgängare och är en av Skottlands äldsta kvarvarande broar.
Det var inte från Galloway, utan från England som Dumfries problem kom under de 500 första åren. Engelska arméer anföll, plundrade eller ockuperade staden 1300, 1448, 1536, 1542, 1547 och 1570 samt drabbades den av stridigheter under 1640-talet.
Hela Dumfries blodiga rykte beror på händelser utifrån. 1659 brändes nio kvinnor till döds, beskyllda för häxeri, och 1868 ägde den sista offentliga hängningen i Skottland rum i staden. 
Poeten Robert Burns tillbringade sina sista år i Dumfries och har flera stayer av sig resta i staden.

## Myndigheter
Dumfries är centrum för Skottlands minsta polisdistrikt. Det deltog i en av de största brottsutredningarna i modern historia efter att Pan Am Flight 103 sprängdes över intilliggande Lockerbie den 21 december 1988.

## Utbildning
Dumfries har flera grundskolor och fyra större gymnasieskolor. Flera kända personer har utbildats här:
- James Anderson, kapten på SS Great Eastern under resorna när telekabeln över Atlanten byggdes 1865 och 1866
- James Matthew Barrie, författare till Peter Pan
- Henry Duncan, grundare av världens första sparbank
- Alexander S Graham, serieskapare
- John Hanson, sångare
- Jane Hining, missionär
- Alexander Knox Helm, internationell diplomat
- John Laurie, skådespelare
- Robin Philipson, konstnär
- Frank Williams, grundare av Williams F1

## Personer från Dumfries
- Bobby Ancell, fotbollsspelare
- Andrew Coltard, professionell golfspelare
- George Corson, arkitekt
- Nick De Luca, rugbyspelare
- Dave Halliday, fotbollsspelare
- Calvin Harris, skivproducent
- Billy Houliston, fotbollsspelare
- Stephen Jardine, programledare i BBC
- Dominic Matteo, fotbollsspelare
- John McFarlane, VD för Australia and New Zealand Banking Group Limited
- Willie McNaught, fotbollsspelare
- Allan McNish, F1-förare
- Barry Nicholson, fotbollsspelare
- Neil Oliver, arkeolog, historiker, författare och programledare
- John Richardson, forskare och läkare
- Kirsty Wark, programledare i BBC
- Ray Wilson, sångare i Stiltskin och senare i Genesis